# Atypische antipsychotica

Structuurformule van clozapine, het eerste atypische antipsychoticum.

Atypische antipsychotica worden toegepast bij de behandeling van psychische aandoeningen, zoals schizofrenie, acute manie, onderhoudsbehandeling van bipolaire stoornis en acute psychose. De atypische antipsychotica worden ook wel tweede generatie antipsychotica genoemd. Door hun farmacologisch profiel worden de atypische antipsychotica als groep onderscheiden van de klassieke antipsychotica. De werkzaamheid van atypische antipsychotica berust voornamelijk op de effecten op dopamine- en serotonine-receptoren in de hersenen, in het bijzonder de dopaminerge D2-receptoren en de serotonerge 5-HT2A-receptoren. 
Aripiprazol, clozapine, olanzapine, paliperidon, quetiapine, risperidon en sertindol zijn atypische antipsychotica die in Nederland zijn geregistreerd. 

## Geschiedenis
Clozapine was in 1988 het eerste atypische antipsychoticum dat werd toegelaten op de Nederlandse markt. In de tien jaar daarna werden achtereenvolgens risperidon (1994), olanzapine en sertindol (1996) en quetiapine (1998) toegelaten. In 2004 werd aripiprazol geregistreerd. Het nieuwste atypische antipsychoticum, paliperidon werd in 2009 geregistreerd.
Vergeleken met de klassieke antipsychotica zijn de atypische antipsychotica relatief duur. Clozapine en risperidon zijn inmiddels als generiek geneesmiddel verkrijgbaar, waardoor de prijzen aanmerkelijk zijn gezakt. Op de rest van de atypische antipsychotica berust nog steeds een patent.

## Farmacologie
De atypische antipsychotica vormen wat betreft farmacologische eigenschappen een diverse groep. Hoewel sommige eigenschappen door alle middelen worden gedeeld bestaat er op receptorniveau veel verschil. De belangrijkste effecten worden veroorzaakt door de werking op de D2- en de 5-HT2A-receptoren. Daarnaast hebben zij effecten op tal van andere receptoren.

### D2-receptor
De antipsychotische werking berust op antagonisme van de D2-receptoren in het mesolimbische dopamine-systeem. Op aripiprazol na zijn alle atypische middelen antagonisten van de D2-receptor. Aripiprazol is een partiële agonist van de D2-receptor. De therapeutische dosering is het effect hiervan gelijk aan dat van de D2-receptor-antagonisten.

### 5-HT2A-receptor
Antagonisme van de 5-HT2A-receptorneuronen stimuleert de afgifte van dopamine in bepaalde delen van de hersenen. Dit effect lijkt haaks te staan op de effecten op de D2-receptoren. Mogelijk gaat deze stimulatie van dopamine-afgifte bepaalde hinderlijke bijwerkingen van D2-receptor-antagonisme tegen.

### 5-HT1A-receptor
Aripiprazol, clozapine en quetiapine zijn partiële agonisten van de 5-HT1A-receptor. Agonisme van de 5-HT1A-receptor veroorzaakt een stijging van dopamine en een afname van glutamaat. Hierdoor valt een gunstig effect te verwachten op etrapiramidale bijwerkingen, hyperprolactinemie en de positieve en negatieve symptomen van schizofrenie.

### 5-HT2C-receptor
Door antagonisme van de 5-HT2C-receptor treden metabole bijwerkingen op. Gewichtstoename is een van de symptomen hiervan. Clozapine, olanzapine quetiapine en sertindol zijn antagonisten van de 5-HT2C-receptor.

### H1-receptor
Antagonisme van de H1-receptor veroorzaakt sedatie en gewichtstoename. Clozapine, olanzapine en quetiapine zijn antagonisten van de H1-receptor. 

### Overige receptoren
Overige receptoren die door atypische antipsychotica worden beïnvloed zijn onder andere de dopaminerge receptoren D1, D3, D4, de serotonerge receptoren 5-HT1A, 5-HT1D, 5-HT2C, 5-HT3, 5-HT6 en 5-HT7. Verder is er een effect op de cholinerge receptoren M1 en M2, de adrenerge receptoren α1 en α2 en de histaminerge receptor H1.

## Overzicht van atypische antipsychotica en hun werking
Onderstaande tabel geeft een overzicht van enkele atypische antipsychotica en hun specifieke werking ten overstaan van de verschillende receptoren.
| Antipsychoticum | 5-HT1A           | 5-HT2A     | 5-HT2C | D2               | H1         | α1 | α2 |
| --------------- | ---------------- | ---------- | ------ | ---------------- | ---------- | -- | -- |
| Aripiprazol     | partiële agonist | antagonist | -      | partiële agonist | -          |    |    |
| Clozapine       |                  | antagonist |        | antagonist       | antagonist |    |    |
| Olanzapine      |                  | antagonist |        | antagonist       | antagonist |    |    |
| Paliperidon     |                  | antagonist |        | antagonist       | -          |    |    |
| Quetiapine      |                  | antagonist |        | antagonist       | antagonist |    |    |
| Risperidon      |                  | antagonist |        | antagonist       |            |    |    |
| Sertindol       |                  | antagonist |        | antagonist       |            |    |    |